# Santa Fe (kommun)
Santa Fe är en kommun i Spanien. Den ligger i provinsen Provincia de Granada och regionen Andalusien, i den södra delen av landet, 400 km söder om huvudstaden Madrid. Antalet invånare är 15 322. Arean är 38 kvadratkilometer. Santa Fe gränsar till Granada, Vegas del Genil, Las Gabias, Chimeneas, Chauchina, Fuente Vaqueros, Pinos Puente och Atarfe.
Terrängen i Santa Fe är huvudsakligen platt, men norrut är den kuperad.